# Spilosoma rhodophilodes
Spilosoma rhodophilodes là một loài bướm đêm thuộc phân họ Arctiinae, họ Erebidae.